# Onuphis punggolensis
Onuphis punggolensis är en ringmaskart som beskrevs av Tan och Chou 1998. Onuphis punggolensis ingår i släktet Onuphis och familjen Onuphidae. Inga underarter finns listade i Catalogue of Life.